# Merhaba Hayat
A Merhaba Hayat egy 2012 és 2013 között vetített török televíziós sorozat. A premierre 2012. október 9-én került sor.

## Szereplők
| Szerep  | Színész           |
| ------- | ----------------- |
| Deniz   | Vahide Perçin     |
| Sinan   | Yetkin Dikinciler |
| Hümeyra | Yasemin Sannino   |
| Nil     | Seda Güven        |
| Burak   | Barış Kılık       |
| Dünya   | Miray Daner       |
| Zenan   | Melike Güner      |
| Necla   | Yıldız Kültür     |
| Nihat   | Osman Soykut      |

## Évadok
| Évadok száma | Tévécsatorna | Bemutató                             | Epizódok |
| ------------ | ------------ | ------------------------------------ | -------- |
| 1.           | FOX          | 2012. október 9. – 2013. február 13. | 1–13.    |